# Hilara globulipes
Hilara globulipes är en tvåvingeart som först beskrevs av Geoffroy 1785.  Hilara globulipes ingår i släktet Hilara och familjen dansflugor.
Artens utbredningsområde är Frankrike. Inga underarter finns listade i Catalogue of Life.